# プリシラ・バーンズ
プリシラ・バーンズ（Priscilla Barnes、ニュージャージー州フォート・ディックス出身、1958年12月7日 - ）は、アメリカ合衆国の映画・舞台・テレビドラマ女優。

## 人物
人気テレビコメディ番組『スリーズ・カンパニー (Three's Company)』において、スザンヌ・ソマーズ (Suzanne Somers) が演じたクリッシー・スノーと入れ替わりに登場したキャラクターを演じたことで知られている。彼女はそれまでのブロンドの女性の描写に対する視聴者の不満に番組が応えたかのような、知的な看護師テリー・オールデンを演じた。バーンズは以前、ジェニリー・ハリソン (Jenilee Harrison) が演じたシンディー・スノー役のオーディションも受けたが、「年をとりすぎている」と見なされ落とされている。

## 来歴

### 前半生
バーンズはスリーズ・カンパニーで有名になる以前は、美人コンテスト荒らしとして知られていた。10代の頃はダンサーになりたいと切望しており、最も初期の映画出演の1つは、ホラー映画『タイガーシャーク (Tintorera』の端役だった。ハリウッド・ボウルに出演中、彼女はステージから落下し、あごを砕き足を骨折した。これにより彼女はダンスの仕事を断念した。有名になる以前に、彼女はジョアン・ウィッティ (Joann Witty) という偽名でペントハウス誌・1976年3月号にペントハウス・ペットとして登場した。同誌に登場時の公称スリーサイズは89-58-91cmであった。後に雑誌社が彼女の本名で写真を再発行した時、バーンズは雑誌を訴えた。
バーンズは最終的に女優に専念し、『スタスキー&ハッチ』、『ロックフォードの事件メモ』、『ラブ・ボート (The Love Boat)』などのテレビ番組に出演した。

### スリーズ・カンパニー
スリーズ・カンパニーのテリー・オールデン役にキャスティングされた事で、バーンズは即座に広く知られるようになった。彼女は1981年の第6シーズンから1984年の第8シーズンにかけて72のエピソードに出演した。1998年、彼女は E! の番組「トゥルー・ハリウッド・ストーリー  (True Hollywood Story)」において、共演者のジョイス・デウィットとは生涯の友人になり、番組を通じて有名にもなれたが、それでもスリーズ・カンパニーは人生で「最悪の3年間」だったと語っている。バーンズは番組の2・3回分を撮り終えた後、「不快」をあらわにして役から降りたいと申し入れた。バーンズは製作者との意見の相違にもかかわらず、番組に縛られ続けた。

### 近年
バーンズは豊富な舞台経験と共に、多くの映画にクレジットされている。特に『007 消されたライセンス』(1989年) におけるCIA捜査官フェリックス・ライターの不幸な花嫁デラ・チャーチル役やケヴィン・スミス監督の『モール・ラッツ (Mallrats)』(1995年) の占い師役が知られる。2005年のロブ・ゾンビ監督の映画『デビルズ・リジェクト マーダー・ライド・ショー2』ではグロリア・サリヴァンを演じ、2006年の映画『THR3E 影なき爆殺魔 (Thr3e)』で気がふれた女性バリンダ・パーソンを演じた。

## 私生活
バーンズは2003年に俳優のテッド・モンテ (Ted Monte) と結婚した。

## 主な出演作品

### 映画
| 公開年 | 邦題 原題                                                                            | 役名                     | 備考       |
| ------ | ------------------------------------------------------------------------------------ | ------------------------ | ---------- |
| 1977   | タイガーシャーク ¡Tintorera!                                                         | バーの女                 |            |
| 1978   | ザ・シニア セックス大学の青春 The Seniors                                            | シルヴィア               |            |
| 1979   | 恐怖の週末 A Vacation in Hell                                                        | デニス                   | テレビ映画 |
| 1988   | パーフェクト・ピープル Perfect People                                                | エイミー                 | テレビ映画 |
| 1988   | 私立警官トラックス Traxx                                                             | アレクサンドリア・クレイ |            |
| 1989   | マンタ Lords of the Deep                                                             | クレア                   |            |
| 1989   | 007 消されたライセンス Licence to Kill                                               | デラ・チャーチル         |            |
| 1992   | ステップファーザー3 Stepfather III                                                   | クリスティン・デイヴィス | テレビ映画 |
| 1992   | ビリー・ブランクス in ヴィクトリィィーッ! キング・オブ・ドラゴン Talons of the Eagle | カサンドラ               |            |
| 1995   | モール・ラッツ Mallrats                                                              | イヴァナ（占い師）       |            |
| 1995   | クロッシング・ガード The Crossing Guard                                              | ヴェルナ                 |            |
| 1998   | 罠 TRAP Implicated                                                                   | クロエ                   |            |
| 2005   | AVプロデューサーズ Sex Sells: The Making of 'Touché'                                 | ロキシー・フリー         |            |
| 2005   | デビルズ・リジェクト マーダー・ライド・ショー2 The Devil's Rejects                   | グロリア・サリヴァン     |            |
| 2006   | 悪魔と天使 The Visitation                                                            | ディー                   |            |
| 2006   | THR3E 影なき爆殺魔 Thr3e                                                             | バリンダ・パーソン       |            |
| 2008   | ゾンビパーク Trailer Park of Terror                                                  | ジェーン                 |            |
| 2010   | ファースト・ドッグ 大統領のわんちゃん First Dog                                      | ジューン                 |            |

### テレビシリーズ
| 放映年    | 邦題 原題                                  | 役名                 | 備考                             |
| --------- | ------------------------------------------ | -------------------- | -------------------------------- |
| 1978      | アメリカン・ガールズ The American Girls    | レベッカ・トムキンズ | 7エピソード                      |
| 1981-1984 | Three's Company                            | テリ                 | 70エピソード                     |
| 1985      | ジェシカおばさんの事件簿 Murder, She Wrote | ヴィッキー           | エピソード『勝利の美酒は苦い味』 |